# Kỷ vật cho em
"Kỷ vật cho em" là tên một bài hát được nhạc sĩ Phạm Duy phổ nhạc từ bài thơ "Để trả lời một câu hỏi" của thi sĩ Linh Phương. Bài hát ra đời vào năm 1970, trong thời kỳ cuộc chiến tranh Việt Nam đang leo thang và trở thành một trong những bài hát nổi tiếng nhất tại Việt Nam Cộng hòa thời đó.

## Bài thơ gốc
Người phổ nhạc bài này là nhạc sĩ Phạm Duy, tuy nhiên về nguồn gốc bài thơ suốt một thời gian dài từ khi ra đời nó đã là một nghi vấn.
Đầu tiên là vấn đề bản quyền. Theo Nguyễn Trọng Tạo, trong các bản in ban đầu, nhạc sĩ Phạm Duy ghi tên tác giả bài thơ là "Vô danh", khiến cho dư luận thắc mắc, báo chí đặt câu hỏi, có báo còn đưa tin Linh Phương sẽ kiện Phạm Duy ra tòa. Sau một thời gian Phạm Duy mới gặp Linh Phương để trả tiền tác quyền. Từ đó những bản in của Phạm Duy mới ghi tên tác giả phần lời là Linh Phương.
Nhưng Linh Phương là ai thì người ta chỉ đoán là một anh lính nào đó, còn sống hoặc đã mất, không những thế còn có nhiều người tự nhận là Linh Phương. Còn có ý kiến cho rằng bài thơ gốc là bài "Kỷ vật" của chuẩn úy Nguyễn Đức Nghị, bút danh Chuẩn Nghị xuất thân từ khóa 26 sĩ quan Trừ Bị Thủ Đức, người này đã hy sinh vào năm 1969.
Không chỉ là nghi vấn về tác giả, người ta còn đưa ra 2 văn bản được cho là "bài thơ gốc", hai văn bản này khác nhau nhiều nhưng đều có phần mở đầu là:
Em hỏi anh bao giờ trở lại
Xin trả lời mai mốt anh về
Tuy nhiên, về văn bản, bài "Kỷ vật" của Chuẩn Nghị thì làm bằng thể thơ tự do còn "Để trả lời một câu hỏi" của Linh Phương làm bằng thể thơ thất ngôn. Nội dung cả hai bài cùng nói về sự mất mát của chiến tranh và nhiều hình tượng như trong bài "Kỷ Vật Cho em" đã được phổ nhạc, nên người ta đã sinh lưỡng lự trong việc xác định danh tính tác giả.
Đến năm 2006, mọi việc dần sáng tỏ khi tạp chí mạng Văn nghệ Sông Cửu Long cho đăng loạt bài khẳng định rằng bài này là của Linh Phương, và trong thời gian này chính nhà văn Linh Phương cũng đã viết hồi ký của mình và về bài thơ, nhận làm tác giả của bài. Ông nói về những lộn xộn về nguồn gốc của bài trước kia:
Sự kiện " theo đóm ăn tàn " này không phải là mới xảy ra, khi trước năm 1975 vẫn có những người tự xưng Linh Phương tác giả Kỷ Vật Cho Em. Tôi không hiểu nổi vì sao họ thích mình là tác giả một bài thơ, vì thích hay tham vọng như thế có cần phải đánh đổi cái liêm sĩ, tự trọng của một con người hay không?.

## Nội dung
Bài hát có phần lời dùng nhiều câu giống với nguyên văn bài "Để trả lời một câu hỏi", với phần mở đầu là câu hỏi của người con gái dành cho người yêu đi lính:
Em hỏi anh bao giờ trở lại ?
Câu hỏi đó được trả lời bằng nhiều ý tưởng khác nhau. Tuy nhiên trong văn bản gốc, những ý tưởng này đều là bi quan cả: Không về bằng chiến thắng Pleime, hay Đức Cơ, Đồng Xoài, Bình Giã... mà trở về khi đã cụt chân, khi đã chết nằm trong hòm gỗ, hay về với mảnh đạn đồng đen...
Khi nhạc sĩ Phạm Duy phổ nhạc, ông đã sửa câu:
"Không về bằng chiến thắng Pleime"
thành
"Có thể bằng chiến thắng Pleime"
Khiến cho phần mở đầu của bài hát có phần đỡ bi quan hơn, vậy nhưng về sau nội dung vẫn mang đầy những hình ảnh tang thương nọ.
Bản phổ nhạc viết theo điệu Slow rock, cung D, nhịp 2/4 và 4/4, được thổi vào luồng giai điệu nức nở, ma quái làm tăng thêm sự tang tóc, thảm thiết. Nó đã vẽ nên một cuộc chiến khắc nghiệt mang tương lai hắc ám, đã cướp đi bao nhiêu niềm vui, hạnh phúc của những cặp tình nhân, đồng thời cảm thương cho thân phận con người trong cuộc chiến. Nhạc sĩ Phạm Duy đã nói về bài hát trong hồi ký:
"...Bài hát trở thành một hiện tượng thời đó. Ở phòng trà, khi ca sĩ hát bài đó lên bao giờ cũng có sự náo động nơi khán thính giả. Nếu là thường dân thì phản ứng cũng vừa phải. Nhưng vì hồi đó dân nhà binh ở bốn vùng chiến thuật về Sài Gòn là đi phòng trà, và khi trong đám thính giả có một sĩ quan đi nghỉ phép hay một thương phế binh là có sự phản ứng ghê hồn nơi người nghe. Có thể nói bài này gây một không khí phản chiến, nhưng có một cái gì cao hơn chính trị. Nó nói đến định mạng của con người Việt Nam, nhất là cuộc hành quân Lam Sơn 719 qua bên kia Hạ Lào..."
Tuy nhiên, cũng do những ý nghĩa đó mà bài hát đã bị chính quyền cấm đoán, vì nó làm "băng hoại hàng ngũ quân đội". Đã làm "nản lòng chiến sĩ", từ đó được xếp vào loại "nhạc phản chiến". Sau đó Phạm Duy với ý muốn phổ biến nhạc phẩm đã chấp nhận sửa lời thành một bài hát lạc quan hơn, trong đó không còn những hình ảnh "chiếc hòm", "viên đạn", "khăn tang", "cụt chân",... mà đổi lại thành "vòng hoa", "khăn tay", "hoan ca". Tuy nhiên phần lời này chỉ phổ biến cho đến khi miền Nam sụp đổ. Sau đó, trong các băng nhạc người ta chỉ hát phần lời gốc.

## Ca sĩ thể hiện
Bài hát được nhiều người thể hiện nhưng người được đánh giá thành công nhiều nhất là ca sĩ Thái Thanh. Thái Thanh khi hát bài này đã được nhiều người đánh giá cao, như nhạc sĩ Trần Quốc Sỹ: "Nghe Thái Thanh trong bài "Áo anh sứt chỉ đường tà" và bài "Kỷ vật cho em", thính giả có thể có cảm tưởng như mình đứng giữa những gì đang xảy ra của cuộc chiến buồn vơi...".
Ký giả Việt Hải trong bài viết "Thái Thanh tiếng hát tuyệt vời" thì nói: "Lần đầu tiên tôi nghe giọng Thái Thanh ca bài hát này nó đã in sâu cái cảm xúc xoáy vào nội tâm tôi hay một sự chấp nhận mặc nhiên tiên khởi trong hồn tôi cho tới nay".
Hồ Trường An trong "Chân dung những tiếng hát", nói: "Ở bài " Kỷ Vật Cho Em", khi mở đầu bằng câu "Em hỏi anh, em hỏi anh bao giờ trở lại" thì ở tiếng "hỏi", chị như nghẹn nấc làm người nghe bàng hoàng dao động cả tâm hồn; chưa có ca sĩ nào diễn tả tuyệt vời cảm xúc như chị ở tiếng đó".
Tuy nhiên Thái Thanh không phải là ca sĩ đầu tiên hát bài này, mà là nhóm nhạc Dreamers của gia đình Phạm Duy, như Phạm Duy đã nói trong hồi ký:
"... Bài này trước tiên ở phòng trà Ritz của Jo Marcel với ban nhạc Dreamers, rồi hầu hết các ca sĩ từ Thái Thanh, Lệ Thu, Khánh Ly, Thanh Lan và Nhật Trường đều thu thanh vào băng nhạc.."